# 普萊恩斯 (堪薩斯州)
普萊恩斯（英語：Plains）是一個位於美國堪薩斯州米德縣的城市。

## 地方資料
根據2020年美國人口普查的數據，普萊恩斯的面積為2.59平方千米，當中陸地面積為2.59平方千米，而水域面積為0.00平方千米。當地共有人口1037人，而人口密度為每平方千米400.39人。